# 절대등급
절대등급(絶對等級, 영어: Absolute magnitude)은 천체의 광도를 등급으로 나타낸 로그함수로, 천체가 정확히 10 파섹 (32.6 광년) 떨어져 있고 우주진에 의한 소광이 없다고 가정했을 때의 겉보기등급이다. 천체와의 거리에 따라 달라지는 겉보기등급과 다르게, 절대등급 체계에서는 모든 천체가 이론상 모두 같은 거리만큼 떨어져 있게 되기 때문에, 실제 광도를 직접 비교할 수 있게 된다. 절대등급은 다른 등급 체계들처럼 파장, 광학 필터, 통과 대역폭에 따라서 구별할 수 있으며, 가장 많이 쓰이는 등급은 UBV 색 체계에서 V를 사용하는 등급으로, 절대 실시역 등급이라고 부른다.
절대등급은 대문자 M으로 표기되며, 아래첨자는 필터 등을 사용했을 때 표기해 준다. 예시로, MV는 V 필터를 사용한 절대등급, 즉 절대 실시역 등급을 말한다.
절대등급에서는 천체의 광도가 밝을수록 등급 숫자가 작아지며, 5등급 차이는 밝기 차이가 100배임을 나타낸다. 따라서 n등급 차이라면 광도는 100(n/5)배가 된다. 예를 들어, 절대등급 MV=3인 천체는 MV=8인 천체보다 V 필터를 사용했을 때 100배 더 밝게 나타난다. 태양의 절대등급은
MV=+4.83이다. 밝기가 매우 밝을 경우 이 등급은 음수도 가능하며, 우리은하의 B필터 절대등급은 −20.8이다.
천체의 절대복사등급(영어: absolute bolometric magnitude)은 모든 파장에서의 총 광도를 측정해 절대등급을 매긴 것을 말하며, 한 대역만 측정한 절대등급을 절대복사등급으로 바꾸려면 복사보정 과정이 필요하다.
태양계의 천체들은 스스로가 광원이 아니고 태양의 빛을 반사시켜 빛을 내므로, 절대등급의 정의 거리를 1 AU로 바꿔 사용하며, 기호도 H로 표기한다.

## 항성 및 은하 (M)
항성과 은하의 절대등급은 10 pc(약 32.616 광년, 308조 5700만 킬로미터)을 기준점으로 한다. 은하나 성운과 같은 천체들은 별과는 비교할 수 없을 만큼 크기가 커 10 pc 거리에서 바라봤을 때의 광도를 실제로 구해낼 수는 없지만, 절대등급 계산 시에는 항성과 계산법이 같다. 은하의 광도는 은하 전체에서 복사되는 빛을 모두 합쳐 광도를 측정한 다음, 이 빛 전체가 별처럼 점 하나에서 복사된다고 가정한 다음 10 pc 거리에서의 등급을 계산한다. 즉, 모든 천체의 절대등급은 만약에 10 pc 거리에 천체가 있다면 측정될 겉보기 등급과 동등하다.
절대등급을 표시할 때는 어떤 전자기파 파장을 대상으로 하였는지를 표시하여야 하며, 만약 모든 파장을 측정한다면 절대복사등급이 된다. 보통 절대복사등급은 V 필터를 통해 구한 절대 실시역 등급에 복사보정을 함으로써 구한다(Mbol = MV + BC).
리겔(-7.0), 데네브(-7.2), 나오스(-6.0), 베텔게우스(-5.6) 등 맨눈으로 보이는 몇몇 별들은 10 pc 거리에 있었다면 행성들을 비추고 그림자를 만들 수 있었을 정도로 밝으며, 시리우스의 절대등급은 1.4로 태양보다 밝다. 태양의 절대등급은 그때그때 달라지지만, 보통 4.75 근방으로 계산된다. 별들의 절대등급은 보통 −10 ~ +17이며, 은하의 절대 등급은 이보다 (숫자가) 더 낮기도 하다. 예시로, 거대 타원 은하 M87의 절대 등급은 -22등급, 즉 -10등급 별이 6만 개 모인 정도이다.

### 겉보기등급
고대 그리스의 천문학자 히파르코스는 밤하늘 별들의 밝기를 숫자로 나타내고자 했고, 눈으로 봤을 때 가장 밝은 별의 등급은 1(m = 1), 간신히 보일 정도로 어두운 별들의 등급은 6으로 정하였다(m = 6). 1등급과 6등급 사이의 밝기의 차이는 100배이다. 우리은하 안의 천체에 대해, 절대등급 M, 겉보기등급 m, 거리 d(단위는 파섹)의 관계는 다음과 같다.
{\displaystyle 100^{\frac {m-M}{5}}={\frac {F_{10}}{F}}=\left({\frac {d}{10\;\mathrm {pc} }}\right)^{2}}
- F는 거리 d에서 측정한 복사속이고, F10은 10 pc 거리에서 측정한 복사속이다.

위의 식은 로그를 사용하여 단순화할 수 있다.
{\displaystyle M=m-5\left(\log _{10}d-1\right)}
위의 식에서 소광은 없다고 가정되어 있는 상태이다. 참고로, 일반적으로 은하들은 암흑 성운에 의해 겉보기등급이 1 kpc당 1 ~ 2 등급가량 증가한다(밝기가 낮아진다).
우리은하 밖에 있는 천체들에서는 거리 대신 광도거리 dL이 사용되는데, 이는 거리가 멀어질수록 일반 상대성이론 때문에 유클리드 기하학과의 차이가 점점 커지기 때문이다. 심지어는 우주 적색편이도 파장들을 적색편이시켜 환산을 어렵게 만든다. 먼 곳의 천체를 가까이 위치한 천체와 비교하기 위해서는 K 보정이라는 절차가 필요하다.
절대등급은 겉보기등급 m과 연주시차 p를 이용해서도 계산할 수 있다.
{\displaystyle M=m+5\left(\log _{10}p+1\right)}
거리지수 μ를 이용할 수도 있다.
{\displaystyle M=m-\mu }

#### 예시
리겔의 실시역 겉보기등급 mV = 0.12이고 거리는 약 860 광년이므로,
{\displaystyle M_{\mathrm {V} }=0.12-5\left(\log _{10}{\frac {860}{3.2616}}-1\right)=-7.0}
베가의 시차 p = 0.129″이고 겉보기등급 mV = 0.03 이므로,
{\displaystyle M_{\mathrm {V} }=0.03+5\left(\log _{10}{0.129}+1\right)=+0.6}
센타우루스자리 알파 A의 시차 p = 0.742″이고 겉보기등급 mV = -0.01 이므로,
{\displaystyle M_{\mathrm {V} }=-0.01+5\left(\log _{10}{0.742}+1\right)=+4.3}
검은 눈 은하의 겉보기등급 mV = 9.36이고 거리지수 μ = 31.06 이므로,
{\displaystyle M_{\mathrm {V} }=9.36-31.06=-21.7}

### 복사등급
절대복사등급 Mbol은 전자기파의 모든 파장을 등급 계산에 넣은 것으로, 장비의 통과 대역폭, 지구 대기에 의한 소광, 우주진에 의한 소광 때문에 감지되지 않은 빛까지도 계산한 것이다. 복사등급은 별의 광도와 관련 있으며, 관측 기록이 몇 없는 별들은 유효온도를 통해 계산한다.
원래는 복사등급이 광도비와 다음 식과 같은 관계가 있으며,
{\displaystyle M_{\mathrm {bol,\star } }-M_{\mathrm {bol,\odot } }=-2.5\log _{10}\left({\frac {L_{\star }}{L_{\odot }}}\right)}
식을 도치하면 다음과 같다.
{\displaystyle {\frac {L_{\star }}{L_{\odot }}}=10^{0.4\left(M_{\mathrm {bol,\odot } }-M_{\mathrm {bol,\star } }\right)}}
- L⊙은 태양의 복사광도를 나타낸다.
- L★은 해당 별의 복사광도를 나타낸다.
- Mbol,⊙은 태양의 복사등급을 나타낸다.
- Mbol,★은 해당 별의 복사등급을 나타낸다.

2015년 8월, 국제천문연맹은 결의안 B2에서 절대복사등급의 영점(Mbol = 0)을 복사광도 L0 = 3.0128×1028 W 일 때로 정했으며, 이 정의에 따르면 태양(광도 3.828×1026 W)의 절대복사등급 Mbol,⊙은 4.74가 된다. 이 결의안을 기초로 하여, 10 pc 거리에 별 등 복사선을 방출하는 천체를 두면, 겉보기 복사등급의 영점(mbol = 0)도 절대등급과 똑같이 3.0128×1028 W이 되고, 복사 조도 f0는 2.518021002×10−8 W/m2이 된다. 1 AU 거리에서 측정된 태양 상수의 값은 1361 W/m2이고, 이를 복사등급에 적용하면 mbol,⊙ = −26.832가 된다.
결의안 B2에 따라, 별의 절대복사등급 및 광도는 태양과 관련이 없는 형태로 표현될 수 있다.
{\displaystyle M_{\mathrm {bol} }=-2.5\log _{10}{\frac {L_{\star }}{L_{0}}}=-2.5\log _{10}L_{\star }+71.197425...}
- L★는 해당 별의 복사광도를 와트로 나타낸 것이다.
- L0는 영점일 때의 광도로, 3.0128×1028 W이다.
- Mbol는 해당 별의 복사등급이다.

새로운 정의를 통해 절대복사등급을 항상 값이 변하는 태양과 연관짓지 않을 수 있게 되었으며, 이 정의에 따른 태양의 절대복사등급(Mbol = 4.74)은 기존에 천문학자들이 사용하던 값과 거의 같다.
별의 광도는 영점 광도와 복사등급을 통해서 다음과 같이 계산할 수 있다.
{\displaystyle L_{\star }=L_{0}10^{-0.4M_{\mathrm {Bol} }}}

## 태양계 천체 (H)
태양계의 행성과 소행성의 절대등급 정의에서는 더 많은 개념들이 사용된다. 태양계 천체의 절대등급(H)은 해당 천체의 태양 및 지구와의 거리가 둘 모두 1 AU이고 완벽하게 태양과 충일 때의 이론적 겉보기등급으로 정의된다(현실에서 이 상황은 불가능하다). 태양계 천체들은 태양빛을 반사해서 빛나기 때문에 등급 또한 위상각에 따라 달라지며, 절대등급은 이 위상각이 0도라고 이론적으로 가정했을 때의 등급이다.
별이나 은하의 절대등급을 태양계 천체와 맞추려면 31.57을 빼면 된다. 혜성 핵의 등급(M2)은 체계가 다르며, 태양계 천체 체계(H)와 서로 비교할 수 없다.

### 겉보기등급

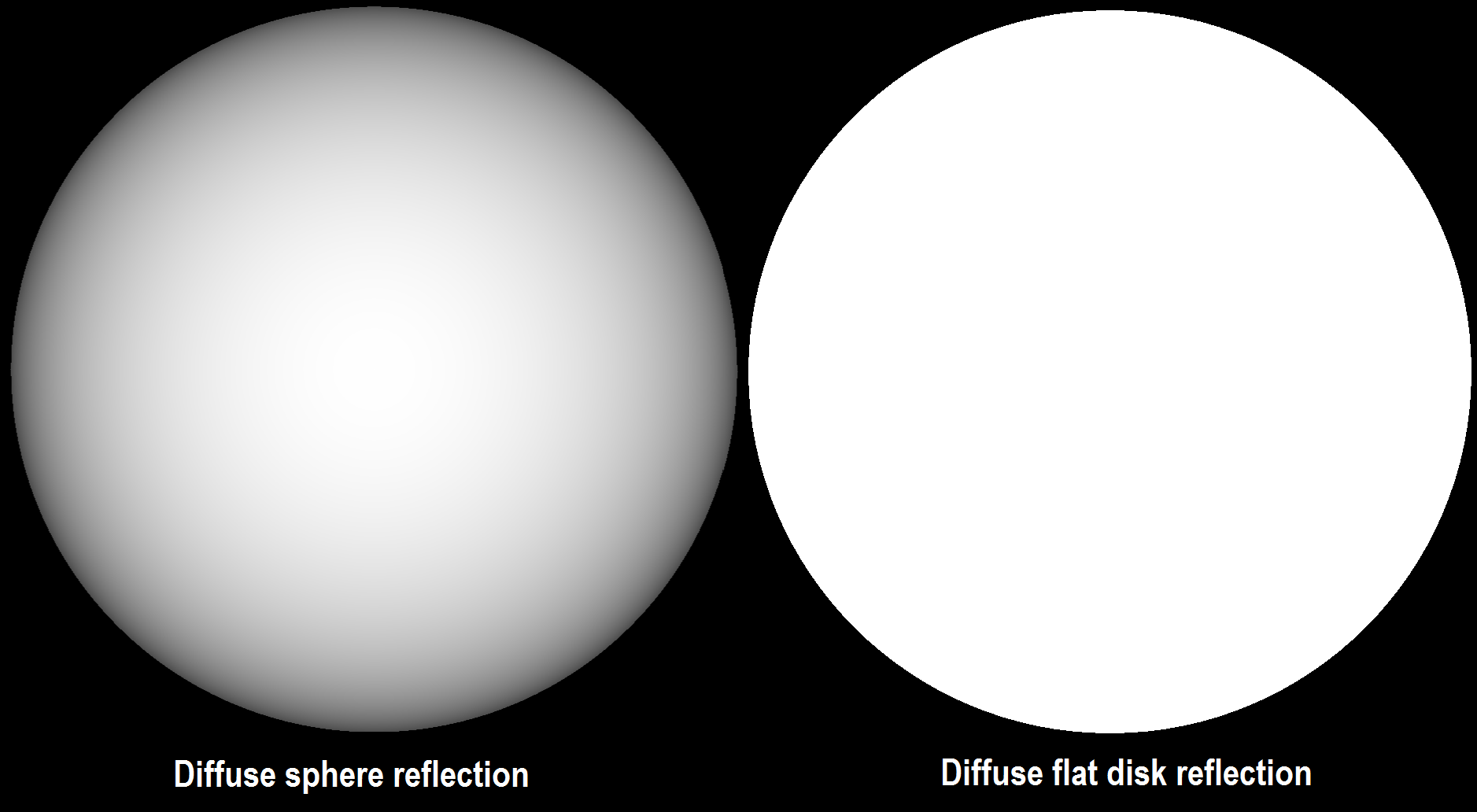
구면 및 평면에서의 빛 반사를 각각 나타낸 것.

절대등급 H를 통해 다양한 상황에서 천체들의 겉보기등급을 계산할 수 있다.
{\displaystyle m=H+2.5\log _{10}{\left({\frac {d_{\mathrm {BS} }^{2}d_{\mathrm {BO} }^{2}}{p(\chi )d_{0}^{4}}}\right)}}
여기서 d0는 1 AU이고, 위상각 χ는 천체와 태양·관측자를 각각 이은 선이 만드는 각의 크기이다.
코사인 법칙에 따라, 다음을 유도할 수 있다.
{\displaystyle \cos {\chi }={\frac {d_{\mathrm {BO} }^{2}+d_{\mathrm {BS} }^{2}-d_{\mathrm {OS} }^{2}}{2d_{\mathrm {BO} }d_{\mathrm {BS} }}}}
여기서 p(χ)는 위상 적분 값으로, 범위는 0부터 1까지이다.
예시로, 완벽히 빛이 분산돼 반사되는 구에서, 다음과 같다.
{\displaystyle p(\chi )={\frac {2}{3}}\left(\left(1-{\frac {\chi }{\pi }}\right)\cos {\chi }+{\frac {1}{\pi }}\sin {\chi }\right)}
정면으로 빛이 쬐여지는 구는 지름이 같은 원에 비해 빛을 ⁠2/3⁠배만큼 반사한다.
각종 거리 변수들은 다음과 같다.
- dBO는 천체(Body)와 관측자(Observer) 사이의 거리를 나타낸다.
- dBS는 천체(Body)와 태양(Sun) 사이의 거리를 나타낸다.
- dOS는 관측자(Observer)와 태양(Sun) 사이의 거리를 나타낸다.

참고로, 태양계 천체들은 완벽하게 빛을 반사하지 않기 때문에, 천문학자들은 정확하게 예측해야 할 때는 경험에 비추어 밝기를 추산한다.

#### 예시
달의 값은 다음과 같다.
- HMoon = +0.25
- dOS = dBS = 1 AU
- dBO = 3.845×108 m = 0.00257 AU

이 때, 지구에서 보기에 달이 얼마나 밝아 보이는지를 추산하면 다음과 같다.
- 보름달: χ = 0, p(χ)  ≈ ⁠2/3⁠
{\displaystyle m_{\mathrm {Moon} }=0.25+2.5\log _{10}\left({\frac {3}{2}}\cdot 0.00257^{2}\right)=-12.26}
실제값은 −12.7로, 보름달은 예측값보다 빛을 30% 더 반사한다.
- 반달: χ = 90° = ⁠π/2⁠, p(χ) ≈ ⁠2/3π⁠
{\displaystyle m_{\mathrm {Moon} }=0.25+2.5\log _{10}\left({\frac {3\pi }{2}}\cdot 0.00257^{2}\right)=-11.02}
실제값은 약 -11로, 달의 위상이 작을수록 예측이 정확하다.

## 유성
유성의 절대등급을 잴 때는 관측자 천정 상공 100 km를 기준으로 한다.

## 같이 보기
- 겉보기등급
- 헤르츠스프룽-러셀 도표
- 잰스키
- 표면 밝기